# São Lourenço do Bairro
Pour les articles homonymes, voir São Lourenço.
São Lourenço do Bairro est une paroisse civile portugaise (en portugais : freguesia) de la municipalité d'Anadia dans le district d'Aveiro.

## Démographie
Lors du recensement de 2021, São Lourenço do Bairro compte 2 288 habitants.